# Horme
En la mitología griega, Horme (en griego antiguo: Ὁρμή, Hormé) era la personificación femenina del impulso, esfuerzo y empeño que pone uno a su trabajo. 
«Los atenienses tienen también en el ágora, entre otras cosas no conocidas de nostros, un altar de Eleo, que es el más útil de entre los dioses (...) y, efectivamente, tienen un altar en honor de Aidos, de Feme y de Horme; y es muy claro que los que tienen más piedad que otros tienen una buena fortuna equivalente».
En De officiis, Cicerón contrapone el hormé a la razón como uno de los dos aspectos del alma, siendo el otra el apetito (deseo y a la vez la voluntad, en palabras de Aristóteles).
Arriano poseía un galgo muy querido llamado Horme, cuyo carácter y nombre registró para la posteridad en su Cinegético (Kynēgetikos).